# Tina Manning
Tina Manning Trudell fou una activista dels drets de l'aigua paiute-xoixon i esposa de John Trudell, un dels caps de l'American Indian Movement.
Manning era filla d'Arthur i Leah Hicks Manning. El seu pare fou cap tribal de les Tribus Xoixon-Paiute de la reserva Duck Valley. Estudià a la Universitat de Tulsa, on va conèixer per primer cop John Trudell.
Fou assassinada, amb el seu fill no nat (Josiah Hawk), tres altres fills–Ricarda Star, Sunshine Karma, i Eli Changing Sun– i la seva mare en un incendi provocat a la reserva índia de Duck Valley al nord de Nevada el 12 de febrer de 1979. El seu pare va sobreviure al foc però va patir cremades greus.
L'atac va tenir lloc menys de 12 hores després que John Trudell hagués pronunciat un discurs al davant la seu del FBI en la qual va cremar una bandera dels Estats Units.